# Jamestown (Tennessee)
Jamestown is een plaats (city) in de Amerikaanse staat Tennessee, en valt bestuurlijk gezien onder Fentress County.

## Demografie
Bij de volkstelling in 2000 werd het aantal inwoners vastgesteld op 1839.
In 2006 is het aantal inwoners door het United States Census Bureau geschat op 1898, een stijging van 59 (3,2%).

## Geografie
Volgens het United States Census Bureau beslaat de plaats een oppervlakte van
7,5 km², geheel bestaande uit land. Jamestown ligt op ongeveer 513 m boven zeeniveau.

## Plaatsen in de nabije omgeving
De onderstaande figuur toont nabijgelegen plaatsen in een straal van 36 km rond Jamestown.

## Geboren
- Roger Crouch (1940), astronaut